# Pristava ob Krki
Pristava ob Krki este o localitate din comuna Krško, Slovenia, cu o populație de 37 de locuitori.